# 愛與誠
《愛與誠》是香港男歌手古巨基於2004年推出的一首經典歌曲，收錄於專輯《大雄》內；並由音樂製作公司宇宙大爆炸的曹雪芬作曲、林夕填詞、Ted Lo編曲、雷頌德監製。
此曲的流行程度極高，傳唱時期延續極久，在其他華語地區同樣為人熟悉。歌曲獲得多個獎項，包括2004年叱咤頒獎禮的「我最喜愛歌曲大獎」，亦帶摯古巨基贏得男歌手金獎。

## 簡介
《大雄》十首歌的概念都源自日本動漫畫，《愛與誠》就與1970年代梶原一騎和永安巧的同名漫畫有關。
千禧年代初香港樂壇開始流行「自虐式情歌」，《愛與誠》被視為其中一個代表。林夕在歌詞中不斷提及戀愛期間雙方產生的不愉快經歷，導致雙方身心俱疲。而歌詞「別再做情人 做隻貓做隻狗不做情人」是非常經典的一句，唱至街知巷聞，不過林夕在叱咤頒獎禮卻透露本來想放棄這句，並慶幸最後留下來；又曾在報章訪問中抱怨外界因為這句詞而覺得《愛與誠》是首商業K歌，但他認為「該詞在男女關係上的描寫相當細膩」。

## 衍伸
2009年經高登討論區的會員改編成《毒男》一曲。2018年的情人節，古巨基自拍清唱此曲，並上傳至臉書。

## 獎項
- 2004第一屆廣州金曲金榜頒獎禮：金曲獎《愛與誠》
- 2004第一屆廣州金曲金榜頒獎禮：金曲金獎《愛與誠》
- 2004勁歌金曲優秀選第二回 - 得獎歌曲《愛與誠》
- 2004年度新城勁爆頒獎禮 - 新城勁爆金曲 《愛與誠》
- 2004年度新城勁爆頒獎禮 - 新城勁爆卡拉 OK 歌曲 《愛與誠》
- 2004年度新城勁爆頒獎禮 - 我最欣賞歌曲 《愛與誠》
- 2004年度叱咤樂壇流行榜頒獎典禮 - 叱咤樂壇我最喜愛的歌曲《愛與誠》
- 2004年度十大勁歌金曲頒獎禮 - 十大勁歌金曲 《愛與誠》
- 第二十七屆十大中文金曲頒獎典禮 - 全年華人至尊金曲大獎 - 《愛與誠》
- 第二十七屆十大中文金曲頒獎典禮 - 十大金曲 《愛與誠》
- 2004第四屆雪碧中國原創音樂流行榜頒獎禮：港台十大金曲 《愛與誠》
- 2004第四屆雪碧中國原創音樂流行榜頒獎禮：全國至尊金曲大獎 - 《愛與誠》
- 音樂先鋒榜頒獎禮：年度十大金曲《愛與誠》
- 音樂先鋒榜頒獎禮：最受歡迎卡拉ok歌曲《愛與誠》
- 第二屆勁歌王總選 ：最受歡迎K歌金曲《愛與誠》
- 第二屆勁歌王總選 ：十大金曲《愛與誠》
- 第五屆華語音樂傳媒大獎：年度粵語歌曲 - 《愛與誠》

## 流行榜成績
| 903專業推介 | RTHK龍虎榜 | 新城勁爆997 | TVB勁歌金榜 |
| ----------- | ---------- | ----------- | ----------- |
| 1           | 1          | 1           | 1           |